# WANIMA
WANIMA（ワニマ）は、日本のスリーピースロックバンド。所属事務所はKENTA(Vo/B)が代表を務める株式会社Bear Book。所属レーベルはワーナーミュージック・ジャパン傘下のunBORDE。

## 来歴
2006年
- 前身バンド HANIMA の解散後、KENTA（Vo.Ba）は熊本から上京。

2008年
- KENTAと幼なじみのKO-SHIN（Gt.Cho）が自衛隊を退役し上京。

2010年
- 前任のドラムのWAKITAと出会い、WANIMAを結成。

2012年
- 8月、前任のドラムのWAKITAが脱退。
- 12月、ファッションブランド LEFLAH とコラボ開始。
- 同郷の熊本出身のFUJI（Dr）が加入する。

2013年
- 4月、2ndデモ『HELLO!! MY NAME IS…』リリース。12箇所のツアーを自主で行い、ツアーファイナルは新宿ACBで行う。
- 9月、ファッションブランドLEFLAHの4周年記念イベントに参加。

2014年
- 2月、Ken Yokoyama “Peach Boys Tour”に4箇所帯同。
- 3rdデモ『Feelings rip』をリリースし、東名阪ツアーを行う。
- 8月にPIZZA OF DEATH RECORDS / PIZZA OF DEATH MANAGEMENTと契約した事が発表され、9月にはKen Yokoyama「Summer Fags Tour〜P.O.D. LEAGUE〜」に帯同する。
- 10月、初の全国流通盤となる 1stミニ・アルバム『Can Not Behaved!!』をリリース。全国ツアー「Can Not Behaved Tour」を33箇所で開催、ファイナルは渋谷O-WESTにて行った。

2015年
- 春から夏に駆け、PUNKSPRING、SATANIC CARNIVAL'15、京都大作戦、JOIN ALIVE、ROCK IN JAPAN FESTIVAL 2015、SUMMER SONIC 2015、SWEET LOVE SHOWER、RUSH BALL、WILD BUNCH FEST.などのフェスに初出演を果たす。
- 8月5日 - 1stシングル『Think That...』リリース。
- 11月4日 - 1stフル・アルバム『Are You Coming?』リリース。オリコンアルバムチャート初登場4位を獲得。

2016年
- 2月28日 - 「SPACE SHOWER MUSIC AWARDS」で「BEST BREAKTHROUGH ARTIST（もっとも優れた新人アーティストに授与される賞）」を受賞。
- 3月9日 - 『Are You Coming?』が第8回CDショップ大賞2016にて準大賞を受賞。
- 8月3日 - 2ndシングル『JUICE UP!!』をリリース。

2017年
- 3月19日 - さいたまスーパーアリーナにて初のワンマンライブ「JUICE UP!! TOUR FINAL」を開催した。
- 6月28日 - 映像作品『JUICE UP!! TOUR FINAL』をDVD・Blu-rayの2形態でリリース。DVDはキャリア史上初となるオリコン1位を獲得し、Blu-rayでも3位とトップ3入りを果たす。
- 5月17日 - 3rdシングル『Gotta Go!!』をリリース。この作品から、unBORDEのレーベルからの発売となる。
- 11月12日 - WANIMAと1,000人の18歳世代（17 - 19歳）が一緒にひとつのステージを作り上げる「WANIMA 18祭（フェス）」を開催。
- 11月16日 - 第68回NHK紅白歌合戦の出場が発表される。
- 12月31日 - 第68回NHK紅白歌合戦初出場。

2018年
- 1月23日 - 1月16日発売のメジャー1stアルバム『Everybody!!』が、初週で12.6万枚を売り上げオリコン週間アルバムチャートで1位を獲得。また、同日付の週間デジタルアルバムランキングでも初週1万5225DLで1位を獲得した。
- 5月16日 - 映画『OVER DRIVE』の主題歌となった新曲『Drive』を配信リリース。
- 8月3日 - 「JUICE UP!!のテーマ」がハリウッド映画『アントマン&ワスプ』オフィシャルソングとなり、KENTAは「試写会にお邪魔させていただき、観終わってからはアリや小鳥など、小さい生き物や物に対して優しくなれた」と語る。
- 8月25日 - 26日 - メットライフドームにて初のドーム公演開催、2日間で計7万人を動員。なお同会場でアリーナエリアをオールスタンディングにしたのは初。
- 9月5日 - WANIMA初の試みで、関ジャニ∞に「ここに」を楽曲提供する。
- 10月27日 - NHK総合で2度目の『SONGS』に出演した。
- 11月28日 - 2nd公演「Everybody!! TOUR FINAL」＜Blu-ray・2DISCDVD＞が発売。

2019年
- 3月6日 - 4thシングル『Good Job!!』をリリース。
- 7月17日 - 5thシングル『Summer Trap!!』をリリース。
- 10月5日 - ナガシマスパーランドにて、『Summer Trap!! Release Party』を開催。
- 10月23日 - メジャー2ndアルバム『COMINATCHA!!』をリリース。オリコン週間アルバムチャート(2019年11月04日付)では、初週で72,524枚を売り上げ、首位を獲得、CDアルバムでは2作連続での首位獲得となった。また、オリコン週間デジタルアルバムランキングでも、初週で0.5万DLを記録し、1位を獲得した。

2020年
- 1月、『COMINATCHA!! TOUR 2019-2020〜アリーナ編〜』開催（新型コロナウイルス感染拡散防止の為、2月29日サンドーム福井公演〜4月30日ポートメッセなごや公演迄、8箇所16公演が開催中止。）
- 3月12日、デジタル・シングル『春を待って』緊急配信
- 6月15日、デジタル・シングル『Milk』配信。
- 9月、ZOZOマリンスタジアムにて、『COMINATCHA!! TOUR FINAL LIVE VIWING』を配信で開催。
- 9月23日、2ndミニ・アルバム『Cheddar Flavor』をリリース。
- 12月17日、東京ガーデンシアターにて、『WANIMA Boil Down 2020』を有観客と配信で開催。

2021年
- 4月14日、6thシングル『Chilly Chili Sauce』をリリース。
- 4月28日、デジタル・シングル『旅立ちの前に』配信。
- 5月11日～10月5日『Cheddar Flavor Tour 2021』開催。
- 8月18日、7thシングル『Chopped Grill Chicken』をリリース。
- 8月25日、メンバー全員の新型コロナウイルス感染を公表。イベント出演のキャンセル、およびワンマンライブ「『Cheddar Flavor Tour 2021』京都編」の開催延期を発表した。
- 10月23日～10月24日、横浜アリーナにて、『Cheddar Flavor Tour Final 2021』を開催。
- 10月26日、F.A.D YOKOHAMAにて、完全招待制ライブ『Fresh Cheese Delivery』を開催。
- 10月27日、新宿ACBにて、完全招待制ライブ『Fresh Cheese Delivery』を有観客と配信（後日）で開催。
- 12月15日、デジタル・シングル『曖昧』配信。
- 12月17日、東京ガーデンシアターにて、『WANIMA Boil Down 2021』を開催。

2022年
- 3月21日〜6月30日『Catch Up TOUR 2022』を開催。3月29日時点ではto be continued…である。
- 3月21日『Catch Up TOUR』初日熊本公演にて、9月3日〜9月4日『 1CHANCE FESTIVAL 2022』の開催を発表。
- 3月14日、デジタル・シングル『あの日、あの場所/眩光』配信。
- 6月22日、MONGOL800と共作のスプリットEP『愛彌々（アイヤイヤ）』をリリース。
- 7月6日、デジタル・シングル『Focus on me』配信。
- 8月1日、BiSHへ作詞という形での『サヨナラサラバ』の楽曲提供を発表。
- 9月3日〜9月4日『 1CHANCE FESTIVAL 2022』を開催。
- 9月3日、『 1CHANCE FESTIVAL 2022』内でINIへ『HERO』の楽曲提供を発表。
- 9月29日〜12月6日『Catch Up TOUR 2022 後半戦』を開催。
- 12月11日、東京ガーデンシアターにて、『WANIMA Boil Down 2022』を開催。

2023年
- 9月2日〜9月3日『 1CHANCE FESTIVAL 2023』を開催。
- 10月5日、同月31日をもって所属事務所「PIZZA OF DEATH MANAGEMENT」とのマネジメント契約を終了することを発表。新会社「Crisp Junk」を設立し、独立する。
- 10月11日  - メジャー3rdアルバム『Catch Up』をリリース。

2024年
2025年

## メンバー
バンド名は前ドラマーの「WA」、西田の「NI」、松本の「MA」と、結成当初のメンバーの頭文字を合わせたもので、現在は「WA」の部分は藤原（FUJIWARA）の「WA」としている。メンバー全員が熊本県出身で、KENTAとKO-SHINは天草市（倉岳町）、FUJIは熊本市出身。
以下、メンバーの名前や担当楽器の記載は、公式サイトの「BIOGRAPHY」に準拠。
- KENTA（ケンタ、4月13日生まれ[27]） - ボーカル・ベース
  - 本名は松本 健太（まつもと けんた）[25]。
  - 姉の影響で海外のレゲエやヒップホップを聴いて育つ。4歳から一緒で幼馴染のKO-SHINに聴かせてもらったパンク・ロックなどに衝撃を受けバンドを聴き始める。
  - 中学の文化祭に出るためにKO-SHINと5人組のFreedomというバンドを始め、高校生の時にWANIMAの前身バンドHANIMAを結成[25][28][29][30]。
- KO-SHIN（コーシン、3月30日生まれ[27]） - ギター・コーラス
  - 本名は西田 光真（にしだ こうしん）[25]。
  - 中学生の時にパンクバンドをやっていた先輩に影響されギターを弾き始め、KENTAから見た目がギターだという理由でバンドを組まされる。中学の文化祭に出るためにKENTAとともにバンドを始め、高校生の時にWANIMAの前身バンドHANIMAを結成する[25][29]。
  - 高校卒業後、家庭内の事情から弟が高校を卒業するまで自衛隊に入隊することを決意し、音楽から一旦離れた生活を送る。2年後、弟が卒業したタイミングで自衛隊を辞め上京し、KENTAと再びバンド活動を始める[28][31]。
- FUJI（フジ、8月8日生まれ[32]） - ドラムス・コーラス
  - 本名は藤原 弘樹（ふじわら こうき）[25]。
  - 小学2年生の頃に兄の影響でドラムに興味を持つようになる[33]。

## ディスコグラフィ

### シングル

#### CDシングル
|     | 発売日         | タイトル              | 規格品番                                | 収録アルバム           | 順位 | レーベル     |
| --- | -------------- | --------------------- | --------------------------------------- | ---------------------- | ---- | ------------ |
| 1st | 2015年8月5日   | Think That...         | PZCA-72                                 | Are You Coming?(#2,#4) | 14位 | インディーズ |
| 2nd | 2016年8月3日   | JUICE UP!!            | PZCA-78                                 | Everybody!!            | 4位  | インディーズ |
| 3rd | 2017年5月17日  | Gotta Go!!            | WPCL-12663                              | Everybody!!            | 3位  | メジャー     |
| 4th | 2019年3月6日   | Good Job!!            | WPCL-13028:初回限定盤 WPCL-12993:通常盤 | COMINATCHA!!           | 4位  | メジャー     |
| 5th | 2019年7月17日  | Summer Trap!!         | WPCL-13063                              | COMINATCHA!!           | 10位 | メジャー     |
| 6th | 2021年4月14日  | Chilly Chili Sauce    | WPZL-31851:初回限定盤 WPCL-13273:通常盤 | 未収録                 | 4位  | メジャー     |
| 7th | 2021年8月18日  | Chopped Grill Chicken | WPZL-31898:初回限定盤 WPCL-13314:通常盤 | 未収録                 | 5位  | メジャー     |
| 8th | 2024年12月18日 | Sorry Not Sorry       | WPCL-13626                              | 未収録                 |      | メジャー     |

|     | 発売日        | タイトル  | 規格品番  | 収録アルバム | 順位 |
| --- | ------------- | --------- | --------- | ------------ | ---- |
| 1st | 2024年11月9日 | Bear Book | OCRS-0001 | 未収録       |      |

#### 配信限定シングル
|      | 配信日         | タイトル              | 規格                   | 収録アルバム   | 備考                                          | レーベル     |
| ---- | -------------- | --------------------- | ---------------------- | -------------- | --------------------------------------------- | ------------ |
| 1st  | 2017年3月8日   | やってみよう          | デジタル・ダウンロード | Everybody!!    | 有料音楽配信ダブル・プラチナ認定（2017年6月） | インディーズ |
| 2nd  | 2017年10月26日 | ヒューマン            | デジタル・ダウンロード | Everybody!!    | 有料音楽配信ゴールド認定（2018年9月）         | メジャー     |
| 3rd  | 2018年5月16日  | Drive                 | デジタル・ダウンロード | COMINATCHA!!   | 有料音楽配信ゴールド認定（2019年4月）         | メジャー     |
| 4th  | 2020年3月12日  | 春を待って            | デジタル・ダウンロード | Cheddar Flavor |                                               | メジャー     |
| 5th  | 2020年6月15日  | Milk                  | デジタル・ダウンロード | Cheddar Flavor |                                               | メジャー     |
| 6th  | 2021年4月28日  | 旅立ちの前に          | デジタル・ダウンロード | 未収録         |                                               | メジャー     |
| 7th  | 2021年12月15日 | 曖昧                  | デジタル・ダウンロード | Catch Up       |                                               | メジャー     |
| 8th  | 2022年4月14日  | あの日、あの場所/眩光 | デジタル・ダウンロード | Catch Up       |                                               | メジャー     |
| 9th  | 2022年7月6日   | Focus on me           | デジタル・ダウンロード | 未収録         |                                               | メジャー     |
| 10th | 2024年8月14日  | Rolling Days          | デジタル・ダウンロード | 未収録         |                                               | メジャー     |
| 11th | 2025年3月4日   | 存在                  | デジタル・ダウンロード | 未収録         |                                               | メジャー     |

### アルバム

#### ミニアルバム
|     | 発売日         | タイトル          | 規格品番   | 順位 | レーベル     |
| --- | -------------- | ----------------- | ---------- | ---- | ------------ |
| 1st | 2014年10月22日 | Can Not Behaved!! | PZCA-69    | 21位 | インディーズ |
| 2nd | 2020年9月23日  | Cheddar Flavor    | WPCL-13209 | 2位  | メジャー     |

#### フルアルバム
|     | 発売日         | タイトル        | 規格品番                                        | 順位 | レーベル     |
| --- | -------------- | --------------- | ----------------------------------------------- | ---- | ------------ |
| 1st | 2015年11月4日  | Are You Coming? | PZCA-76                                         | 4位  | インディーズ |
| 2nd | 2018年1月17日  | Everybody!!     | WPCL-12817（通常盤） WPJL-10081/2（アナログ盤） | 1位  | メジャー     |
| 3rd | 2019年10月23日 | COMINATCHA!!    | WPZL-31671/2（初回限定盤） WPCL-13112（通常盤） | 1位  | メジャー     |
| 4th | 2023年10月11日 | Catch Up        | WPZL-32086/7（初回限定盤） WPZL-13507（通常盤） | 5位  | メジャー     |

#### スプリットEP
| 発売日        | タイトル | 名義             | 規格品番                                      | 順位 | レーベル |
| ------------- | -------- | ---------------- | --------------------------------------------- | ---- | -------- |
| 2022年6月22日 | 愛彌々   | MONGOL800×WANIMA | WPCL-13376                                    | 8位  | メジャー |
| 2024年9月25日 | 愛彌々2  | MONGOL800×WANIMA | WPZL-32152（初回限定盤） WPCL-13606（通常盤） |      | メジャー |

#### 配信限定アルバム
|     | 配信日         | タイトル              | 備考                       | レーベル |
| --- | -------------- | --------------------- | -------------------------- | -------- |
| 1st | 2021年10月13日 | Fresh Cheese Delivery | サブスク限定アルバム       | メジャー |
| 2nd | 2024年1月26日  | 1time                 | アコースティックアレンジ盤 | メジャー |

### 楽曲提供
| 発売年 | タイトル       | アーティスト     | 収録先                         | 提供メンバー                       | 備考     |
| ------ | -------------- | ---------------- | ------------------------------ | ---------------------------------- | -------- |
| 2018年 | ここに         | 関ジャニ∞        | シングル『ここに』             | KENTA（作詞・作曲）                | [ 注 2 ] |
| 2022年 | てぃんがーら   | MONGOL800        | スプリットEP『愛彌々』         | KENTA（作詞・作曲）                |          |
| 2022年 | サヨナラサラバ | BiSH             | シングル『サヨナラサラバ』     | KENTA（作詞）                      |          |
| 2022年 | HERO           | INI              | 配信シングル『HERO』           | KENTA（作詞・作曲）                |          |
| 2023年 | Get busy       | ヒプノシスマイク | EP『The Block Party -HOMIEs-』 | KENTA（作詞・作曲） WANIMA（編曲） |          |

## タイアップ
| 起用年 | 曲名                         | タイアップ                                                                       |
| ------ | ---------------------------- | -------------------------------------------------------------------------------- |
| 2014年 | 1106                         | テレビ東京系『音流〜ONRYU〜』2014年10月度エンディングテーマ                      |
| 2014年 | BIG UP                       | テレビ東京系『モヤモヤさまぁ〜ず2』2014年10月度エンディングテーマ                |
| 2015年 | TRACE                        | テレビ東京系『プレミアMelodiX!』2015年8月度エンディングテーマ                    |
| 2015年 | THANX                        | 北海道テレビ『NO MATTER BOARD（'15-'16シーズン）』2015年12月度オープニングテーマ |
| 2015年 | THANX                        | 熊本県民テレビ『テレビタミン』2015年12月度エンディングテーマ                     |
| 2015年 | THANX                        | 九州朝日放送『ドォーモ』2015年12月度エンディングテーマ                           |
| 2016年 | 切手のないおくりもの (Cover) | リクルート「カーセンサー」CMソング                                               |
| 2016年 | ともに                       | ニベア花王「8×4 ボディフレッシュ」CMソング                                       |
| 2017年 | やってみよう                 | au三太郎シリーズ「春のトビラ・やってみよう」篇 CMソング                          |
| 2017年 | ララバイ                     | リクルート「タウンワーク」CMソング                                               |
| 2017年 | これだけは                   | 日本マクドナルド「マックシェイク×カルピス」CMソング                              |
| 2017年 | CHARM                        | キッコーマン企業動画「おいしいって、金メダル。」編 起用曲                        |
| 2017年 | CHARM                        | 森永製菓「受験にinゼリー」CMソング                                               |
| 2017年 | ヒューマン                   | フジテレビ系 木曜劇場『刑事ゆがみ』主題歌                                        |
| 2017年 | シグナル                     | NHK『WANIMA 18祭』パフォーマンスソング                                           |
| 2018年 | Everybody!!                  | リンガーハット「あさりたっぷり春ちゃんぽん」編 CMソング                          |
| 2018年 | シグナル                     | ロッテ「爽」CMソング                                                             |
| 2018年 | Drive                        | 映画『OVER DRIVE』主題歌                                                         |
| 2018年 | JUICE UP!!のテーマ           | 映画『アントマン&ワスプ』オフィシャル・ソング                                    |
| 2019年 | アゲイン                     | TBS系金曜ドラマ『メゾン・ド・ポリス』主題歌                                      |
| 2019年 | ANSWER                       | 森永製菓「受験にinゼリー」CMソング                                               |
| 2019年 | 夏のどこかへ                 | アサヒ飲料「三ツ矢サイダー」CMソング                                             |
| 2019年 | GONG                         | 映画『ONE PIECE STAMPEDE』主題歌                                                 |
| 2019年 | JOY                          | ベネッセ「進研ゼミ 中学準備講座」CMソング                                        |
| 2021年 | 旅立ちの前に                 | 九州災害被災地支援プロジェクト「ファイト!九州」テーマソング                      |
| 2021年 | いつかきっと                 | 出光興産「ふるさと給油」Web CMソング                                             |
| 2021年 | 曖昧                         | ABEMA『シャッフルアイランド』主題歌                                              |
| 2022年 | 眩光                         | フジテレビ系 水曜ドラマ『ナンバMG5』主題歌                                       |
| 2022年 | 曖昧                         | ABEMA『シャッフルアイランド Season2』オープニングテーマ                          |
| 2022年 | Focus on me                  | ABEMA『シャッフルアイランド Season2』エンディングテーマ                          |
| 2023年 | 扉の向こう                   | 大正製薬「リポビタン」シリーズCMソング                                           |
| 2023年 | Oh!? lie! wrong!!            | フジテレビ系『奇跡体験!アンビリバボー』エンディングテーマ                        |
| 2023年 | 夏暁                         | Netflix配信アニメ『GAMERA -Rebirth-』主題歌                                      |
| 2023年 | FLY & DIVE                   | Netflix配信アニメ『GAMERA -Rebirth-』エンディングテーマ                          |
| 2024年 | 遠くまで                     | ドキュメンタリー映画『思い出を、超えていけ。30th Documentary HAWKS』主題歌       |
| 2024年 | Do Gang                      | 熊本県民テレビ『くりぃむしちゅーの熊本どぎゃん!?』テーマソング                   |
| 2024年 | ともに                       | 西松建設「西松くんと建築先輩」篇 CMソング                                        |
| 2024年 | SHADES                       | 森永製菓「inゼリー」スペシャルムービー「学校にinゼリー」始動篇                   |
| 2024年 | 舞台の上で                   | 森永製菓「inゼリー」スペシャルムービー「部活にinゼリー」募集篇                   |
| 2024年 | 夏のどこかへ                 | ポケモンカードゲームCMソング                                                     |
| 2024年 | Rolling Days                 | InゼリーWeb CM「部活にinゼリー編」                                               |
| 2024年 | 爛々ラプソディ               | Amazon Prime Video配信ドラマ『【推しの子】』第6話主題歌                          |
| 2025年 | 存在                         | 花キューピット「母の日2025」CMソング                                             |
| 2025年 | ヒューマン                   | ABEMA『全日本スーパーフォーミュラ選手権』中継テーマソング                        |
| 2025年 | 現在地                       | 福岡ソフトバンクホークス公式エール・ソング                                       |
| 2025年 | Matatabi                     | テレビアニメ『ニャイト・オブ・ザ・リビングキャット』エンディングテーマ           |

## ヘビーローテーション/パワープレイ

### テレビ
| 放送年 | 曲名  | ヘビーローテーション/パワープレイ        |
| ------ | ----- | ---------------------------------------- |
| 2015年 | TRACE | スペースシャワーTV2015年8月度POWER PUSH! |

## 出演

### 音楽特番
- WANIMA 18祭 -1000人のシグナル（2017年12月20日、NHK総合）
- 第68回NHK紅白歌合戦（2017年12月31日、NHK総合・NHKワールド・プレミアム）-『ともに』を くまモンと共演
- 2017 FNSうたの春まつり（2017年3月22日、フジテレビ）
- 2019 FNSうたの夏まつり（2019年7月24日、フジテレビ）
- 2022 FNS歌謡祭 夏（2022年7月13日、フジテレビ）

### ラジオ
- WANIMAのワンチャンRADIO!!（2014年10月、CROSS FM）
- WANIMAのワンチャンラジオ シーズン2（2015年10月20日 - 、InterFM897）
- オールナイトニッポンGOLD（2015年12月25日、ニッポン放送） - スペシャルパーソナリティ
- WANIMAのオールナイトニッポン0(ZERO)（2016年3月29日 - 2018年3月27日、ニッポン放送） - 火曜日パーソナリティ[84]
- WANIMAのラジオ（2020年10月4日 - 、JFN） - 冠番組

### CM
- 森永製菓 inゼリー（2024年8月13日）[85]

### NHK紅白歌合戦出場歴
| 年度/放送回               | 回 | 曲目   |
| ------------------------- | -- | ------ |
| 2017年（平成29年）/第68回 | 初 | ともに |